# San Martín de Montalbán
San Martín de Montalbán è un comune spagnolo di 800 abitanti situato nella comunità autonoma di Castiglia-La Mancia.